# Юрченко, Евгений Валерьевич
Евге́ний Вале́рьевич Ю́рченко (род. 1968) — российский предприниматель. Генеральный директор «Южного горно-металлургического комплекса» (ЮГМК) (с 2021).

## Биография
Родился 14 мая 1968 года в Воронеже. В 1987 году призван в пограничные войска. Службу проходил в Афганистане, участвовал в боевых действиях, был ранен.
Окончил физический (1992) и экономический (1994) факультеты Воронежского государственного университета. В 2002—2005 годах работал заместителем генерального директора государственного холдинга «Связьинвест».
В 2005—2007 годах был заместителем генерального директора в ОАО «Комстар — Объединённые ТелеСистемы».
В 2005 году защитил кандидатскую диссертацию, а в 2009 году — докторскую. Работал управляющим тамбовским отделением Центрально-Чернозёмного банка Сбербанка России с 2007 по 2009 год.
В 2009—2010 годах — генеральный директор корпорации «Связьинвест». При нём была разработана и утверждена концепция реорганизации холдинга, предусматривающая консолидацию его «дочек» на базе «Ростелекома».
Президент управляющей компании «Финансовые активы» в 2011—2018 годах.
В 2011 году на аукционе Sotheby’s за 2,88 млн долларов Юрченко выкупил и вернул в Россию спускаемую капсулу советского космического корабля «Восток 3КА-2», на котором за несколько недель до полета Юрия Гагарина возвращались на Землю собака Звездочка и манекен Иван Иванович.
С июня 2016 года является членом совета директоров ПАО «Объединенная авиастроительная корпорация».
С 2 апреля 2018 года по 8 октября 2018 года — временно исполнял обязанности заместителя губернатора Воронежской области.
На выборной конференции Всероссийской федерации лёгкой атлетики 28 февраля 2020 года, будучи единственным кандидатом, избран президентом Всероссийской федерации лёгкой атлетики; за Юрченко проголосовали 53 делегата, 7 высказались против, 3 воздержались. 13 июля 2020 года Евгений Юрченко заявил, что покидает пост президента Всероссийской федерации легкой атлетики на фоне резонанса, вызванного невыплатой в срок федерацией штрафа World Athletics в размере €6,31 млн. Позднее в июле было принято решение о том, что Юрченко продолжит возглавлять организацию до 30 ноября. 12 августа 2020 года Юрченко сообщил, что Всероссийская федерация легкой атлетики (ВФЛА) выплатила Международной ассоциации легкоатлетических федераций (World Athletics) штраф, который был наложен на организацию за причастность бывшего руководства к фальсификации документов по делу легкоатлета Данила Лысенко. Позднее в тот же день Международная ассоциация легкоатлетических федераций (World Athletics) подтвердила получение штрафа.

### Деятельность на Донбассе
11 июня 2021 года было объявлено, что подконтрольные России Донецкая Народная Республика и Луганская Народная Республика разорвали сотрудничество с ЗАО «Внешторгсервис», в управлении которого с 2017 года находились предприятия угольной промышленности и металлургии ДНР и ЛНР, принадлежащие украинским предпринимателям и национализированные властями республик после начала торговой блокады со стороны Украины. Новым «инвестором» этих активов стал Евгений Юрченко, который обязался решить накопившиеся за время управления «Внешторгсервисом» проблемы — в первую очередь, выплатить многомесячные долги по заработной плате работникам переданных под управление предприятий.
Вскоре он стал генеральным директором и 100%-ным владельцем компании Южный горно-металлургический комплекс (ЮГМК), под контроль которой перешли крупнейшие предприятия оккупированных Россией частей Донецкой и Луганской областей Украины.
По состоянию на ноябрь 2022 года, под де-факто управлением ЮГМК находятся Макеевский и Енакиевский металлургические заводы, Комсомольское рудоуправление, «Макеевкокс» и Ясиновский коксохимический завод, а также Алчевский металлургический комбинат и Стахановский ферросплавный завод.